# Eremidium
Eremidium is een geslacht van rechtvleugeligen uit de familie Lentulidae. De wetenschappelijke naam van dit geslacht is voor het eerst geldig gepubliceerd in 1896 door Karsch.

## Soorten
Het geslacht Eremidium omvat de volgende soorten:
- Eremidium albaniense Brown, 2012
- Eremidium attenuatus Dirsh, 1956
- Eremidium basuto Brown, 1962
- Eremidium curvicercus Dirsh, 1956
- Eremidium denticercus Dirsh, 1956
- Eremidium equuleus Karsch, 1896
- Eremidium erectus Dirsh, 1956
- Eremidium maius Ramme, 1929
- Eremidium manicaense Brown, 2012
- Eremidium obtusus Dirsh, 1956